# Betula dutillyi
Betula dutillyi är en björkväxtart som beskrevs av Ernest Lepage. Betula dutillyi ingår i släktet björkar, och familjen björkväxter. Inga underarter finns listade.